# Seetzenia
- Commons
- Wikispecies

Seetzenia é um género botânico pertencente à família Zygophyllaceae.

## Espécies
- Seetzenia africana
- Seetzenia lanata
- Seetzenia orientalis
- Seetzenia postrata

1. ↑  «Seetzenia — World Flora Online». www.worldfloraonline.org. Consultado em 19 de agosto de 2020